# 求核置換反応
求核置換反応（きゅうかくちかんはんのう）とは、反応の中心となる求電子剤に対して求核剤が求核攻撃し、脱離基が脱離する反応。求核置換反応の生成物は、求電子剤と求核剤の結合物と脱離した脱離基である。
本項目では、脂肪族炭素上における求核置換反応を扱う。sp3炭素上の置換反応の場合、反応の形態によって SN2反応 と SN1反応 などが知られる。芳香族炭素上の反応は芳香族求核置換反応を、カルボン酸誘導体の置換反応は求核アシル置換反応を参照のこと。

## SN2反応
SN2反応は、求核試薬が炭素原子に対して、脱離基の背面から攻撃することで反応が始まる。
これにより中心の炭素は求核剤、脱離基が同軸方向にある三方両錘型の遷移状態となり、ここから脱離基が抜けることで反応が終了する。このため、生成物の立体化学は反転する（このことをヴァルデン反転という）。この機構は IUPAC命名法では ANDN と表記される。
2008年に Wester らは ヨードメタンと塩化物イオンとの反応を気相中で衝突させる実験を通し、上式の機構を支持する結果を報告した。さらに彼らは両化学種を高いエネルギーで衝突させたとき、ヨードメタンの分子が衝突から置換の間に1回転する "roundabout" 機構が併発することを示す実験結果を、計算による解析と合わせて報告した。

### 反応速度
SN2反応は、基質に求核試薬が衝突して反応するとき1段階で反応する。基質の濃度を2倍にすると反応速度は2倍になり、同様に求核試薬の濃度を2倍にしても反応速度は2倍になる。一般的に、速度定数をkとすると、次の式が成り立つ。
反応速度=k[基質][求核試薬]
このように、SN2反応の反応速度は基質と求核試薬の濃度に依存し、反応速度は2次の速度式で表される。このためこの反応は二分子的(bimolecular)である。

### 反応性
SN2反応は脱離基の背面から攻撃するので、脱離基の背面に大きな置換基があると反応性は低くなる。一般に三級の炭素はSN2反応を行わない。
{\displaystyle {\ce {(CH3)3C-X\ll (CH3)2CH-X<CH3CH2-X\ll CH3-X}}}

### 溶媒の効果
SN2反応は、アセトンやジエチルエーテルなどのような極性の高い原子と水素原子が直接結合しない（水素結合しない）非プロトン性極性溶媒を好んで用いられる。ほかにもDMFやDMSOなどの溶媒が用いられることがしばしばある。

## SN1反応
脱離基が三級炭素上にある基質をプロトン性溶媒に溶かすと、平面状のカルボカチオンが得られる。これに求核試薬が攻撃する。求核攻撃はカルボカチオンのどちら側からも起こるので、生成物の中心炭素の絶対配置は決まらず、ラセミ体となる。（なお、カルボカチオンの生成の段階で、脱離基がカルボカチオンの近傍に存在するため、生成物は完全にはラセミ体とはならず、一部がラセミ化した状態となる。これを部分ラセミ化と呼ぶ。）この機構は IUPAC命名法では DN + AN と表記される。

### 反応速度
基質からの脱離基の解離は最初の段階である律速段階で起こり、カルボカチオンへの求核試薬の攻撃は速い反応である。よって、SN1反応の反応速度は基質の濃度だけに依存し、求核試薬の濃度には無関係である。一般的に、速度定数をkとすると、次の式が成り立つ。
反応速度=k[基質]
このように、反応速度は1次の速度式で表され、反応の速度が1種類の物質（基質）の濃度しか関係しないのでこの反応は単分子的 (unimolecular) である。

### 反応性
SN1反応は一般に第3級炭素上、あるいはベンジル位やアリル位で起こる。カルボカチオンの安定化がなければ SN2反応が優先して起こるためである。特にハロゲン化メチル CH3-X はほとんど SN1反応を行わない。
{\displaystyle {\ce {R3C-X>R2CH-X\gg RCH2-X\gg CH3-X}}}
この反応性を利用して SN1反応は第1級、第2級、第3級アルコールの検出に使われる。

### 溶媒の効果
SN1反応は、水やメタノール、酢酸などのような水酸基(-OH基)を持ち、水素結合の水素供与体となる、プロトン性極性溶媒を好んで用いられる。これはイオン性化合物の陽イオンと陰イオンの両方を溶媒和するためである。

## その他の機構

### SNi機構
塩化チオニルによりアルコールを塩素化するとき、生成物の立体化学は保持される。これは塩化チオニルとアルコールがいったん結合してクロロ亜硫酸エステルとなった後、酸素の脱離と塩素の攻撃が同じ側で起こる。この機構は SNi機構と呼ばれ、IUPAC命名法では DN + D + AN と表記される 。ほか、クロロギ酸エステルの脱炭酸は SNi機構であることが知られる。

### アリル転位
アリル位に脱離基を持つ基質では、求核剤がsp2炭素に攻撃して二重結合の転位を引き起こしながら脱離基を追い出す形式の置換反応が起こる。この機構はアリル転位と呼ばれ、SN1' や SN2' など、「'」を添えて表される。前者はアリルカチオン中間体を経る機構、後者は求核攻撃と脱離基の脱離が協奏的に起こる機構である。IUPAC命名法で SN1'機構 は 1/DN + 3/AN と、SN2'機構 は 3/1/ANDN と表記される。